# Peter Paul Muller
Peter Paul Muller (Roterdão, 30 de maio de 1965) é um ator e dublador neerlandês. Em 2017, ganhou o prêmio Bezerro de Ouro de Melhor Ator por seu papel como advogado sul-africano Bram Fischer no filme Um Ato de Desafio.
Muller é filho do ator Hero Muller. Ambos atuaram juntos no filme FL 19,99 (1998).

## Filmografia
- 1993 – Richting Engeland – Wim
- 1994 – Kats en Co – Jean Stijns
- 1995 – Dag Juf, tot morgen – Vader van Teet
- 1996 – Zwarte Sneeuw – Bart
- 1996 – Baantjer – irmão de Floris
- 1997 – In het belang van de staat
- 1997 – Karakter
- 1997 – All Stars – Mark
- 1998 – Het 14e kippetje – Harold Cammer
- 1998 – Oud Geld – Sander Voortman
- 1998 – fl 19,99 – Kok
- 1998 – Baantjer – John de Weijer
- 1999 – De trein van zes uur tien: Onno Stalling
- 1999 – All Stars – Mark (1999-2001)
- 2003 – De Passievrucht – Armin Minderhout
- 2004 – De Dominee – Klaas "De Dominee" Donkers
- 2004 – Baantjer – Karel Raven
- 2005 – Gooische Vrouwen – Martin Morero
- 2005 – Keyzer & De Boer Advocaten: Het gat van Van Gogh – Ewald Berger
- 2005 – Grijpstra & De Gier: Huurmoord – Martin Michels
- 2007 – Alles is Liefde – Dennis
- 2010 – De Eetclub – Ivo Smit
- 2010 – I'm in the Band – Derek Jupiter
- 2011 – Gooische Vrouwen De film – Martin Morero
- 2011 – All Stars 2: Old Stars – Mark
- 2012 – Villa Morero – Martin Morero
- 2013 – Frits & Franky
- 2014 – Hollands Hoop – Matthias Kooistra
- 2014 – Wiplala – De heer Blom
- 2014 – Gooische Vrouwen 2 – Martin Morero
- 2015 – Rendez-vous – Peter
- 2015 – Code M – Remco
- 2016 – 'De Jacht[4]
- 2016-2017 – Flikken Rotterdam – Ben Slachter seizoen 1 & 2
- 2017 – Bram Fischer – Bram Fischer
- 2017-2020 – Meisje van plezier – Remco de Graaf
- 2017 – Hollands Hoop – Matthias Kooistra
- 2018 – All You Need Is Love – Olav
- 2019 – Morten – Morten Mathijsen
- 2020 – De Oost – Majoor Penders
- 2020 – All Stars & Zonen – Mark van Buren
- 2021 – Maud & Babs – Koen
- 2021 – Alles op tafel – Vincent
- 2023 - De droom van de jeugd - Max